# 拉昂地区希夫尔
拉昂地区希夫尔（法語：Chivres-en-Laonnois）是法国上法兰西大区埃纳省的一个市镇，属于拉昂区和吉尼库尔县。该市镇2009年时的人口为362人。

## 人口
拉昂地区希夫尔人口变化图示
| 数据来源：INSEE |